# Mare anchialine

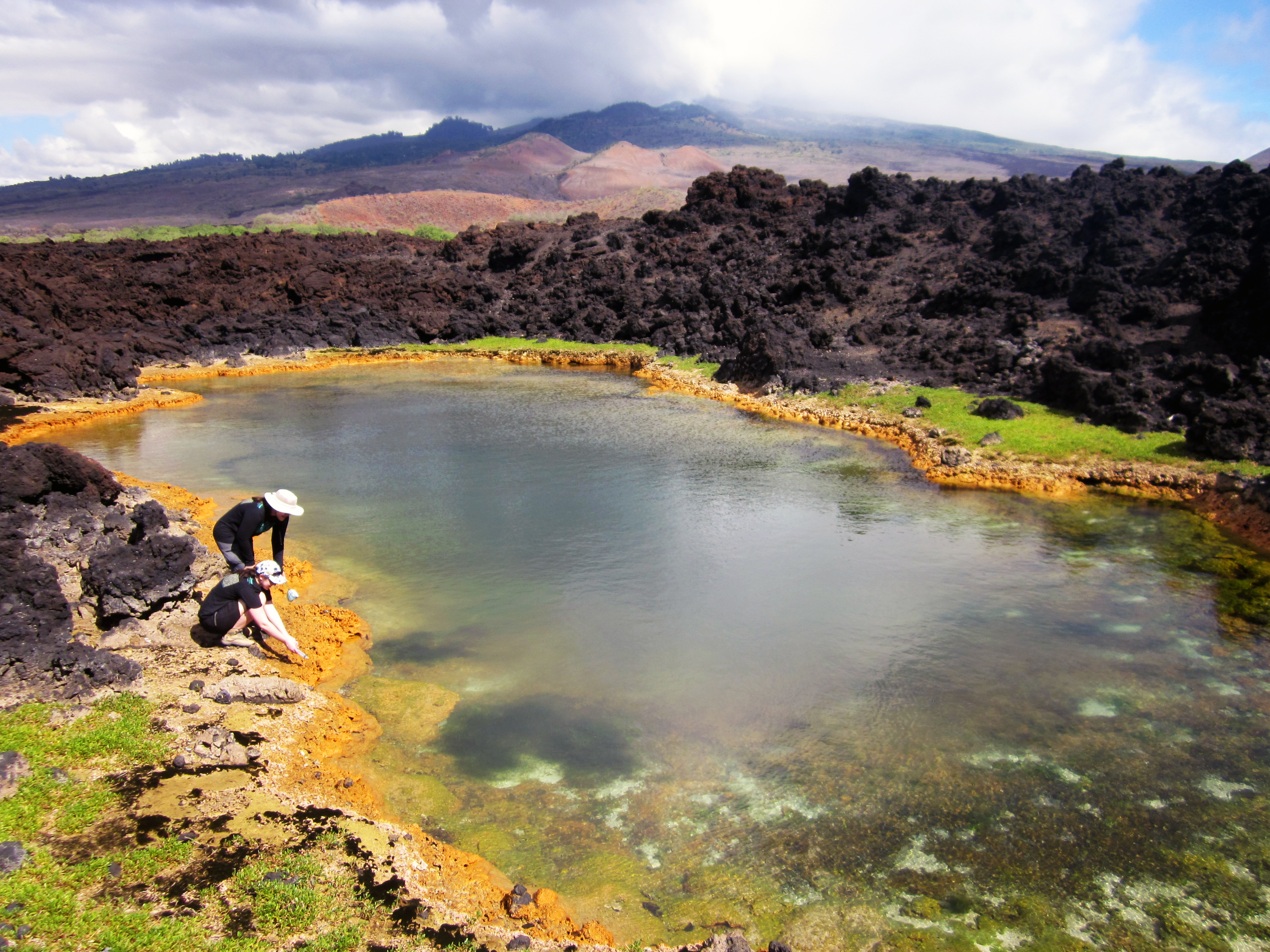
Marre anchialine sur l'île de Maui

La mare anchialine (du grec Anchialos, « près de la mer »), ou étang anchialin, trou d'eau anchialin, est une étendue d'eau localisée non loin de la mer et reliée à celle-ci par une voie souterraine.